# Slät hättemossa
Slät hättemossa (Orthotrichum striatum) är en bladmossart som beskrevs av Hedwig 1801. Slät hättemossa ingår i släktet hättemossor, och familjen Orthotrichaceae. Enligt den finländska rödlistan är arten starkt hotad i Finland. Arten är reproducerande i Sverige. Artens livsmiljö är naturlundskogar. Inga underarter finns listade i Catalogue of Life.

## Bildgalleri

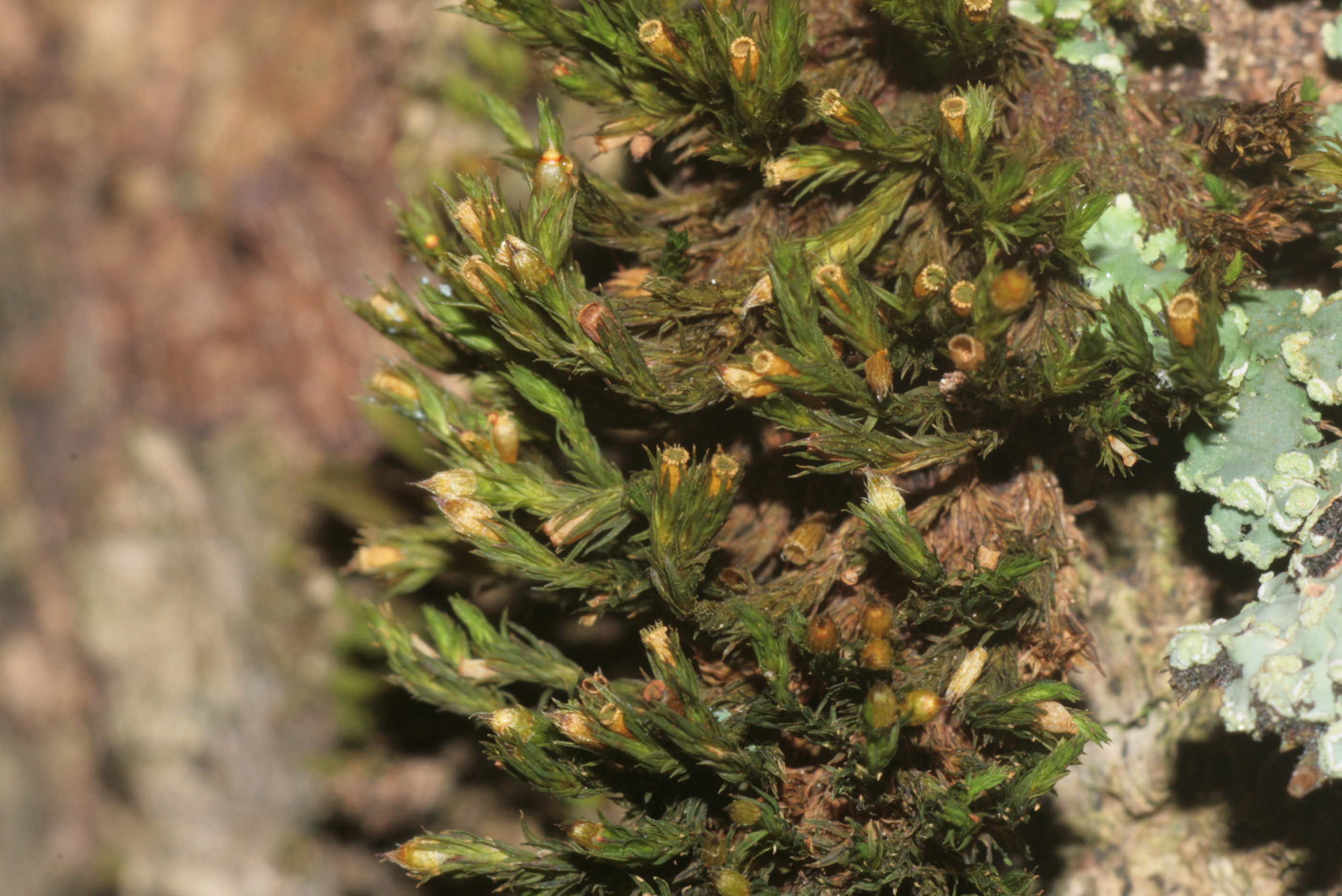
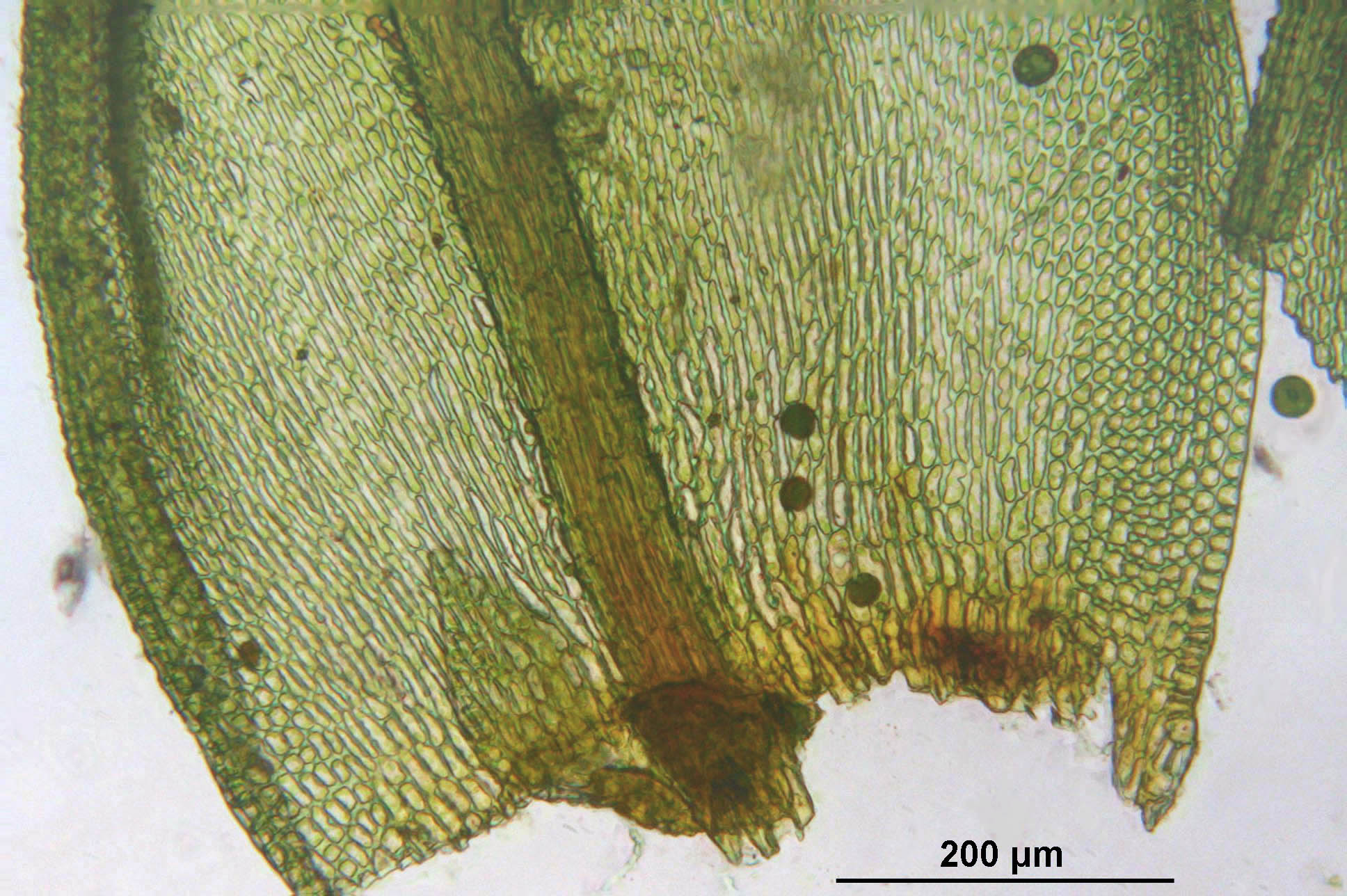
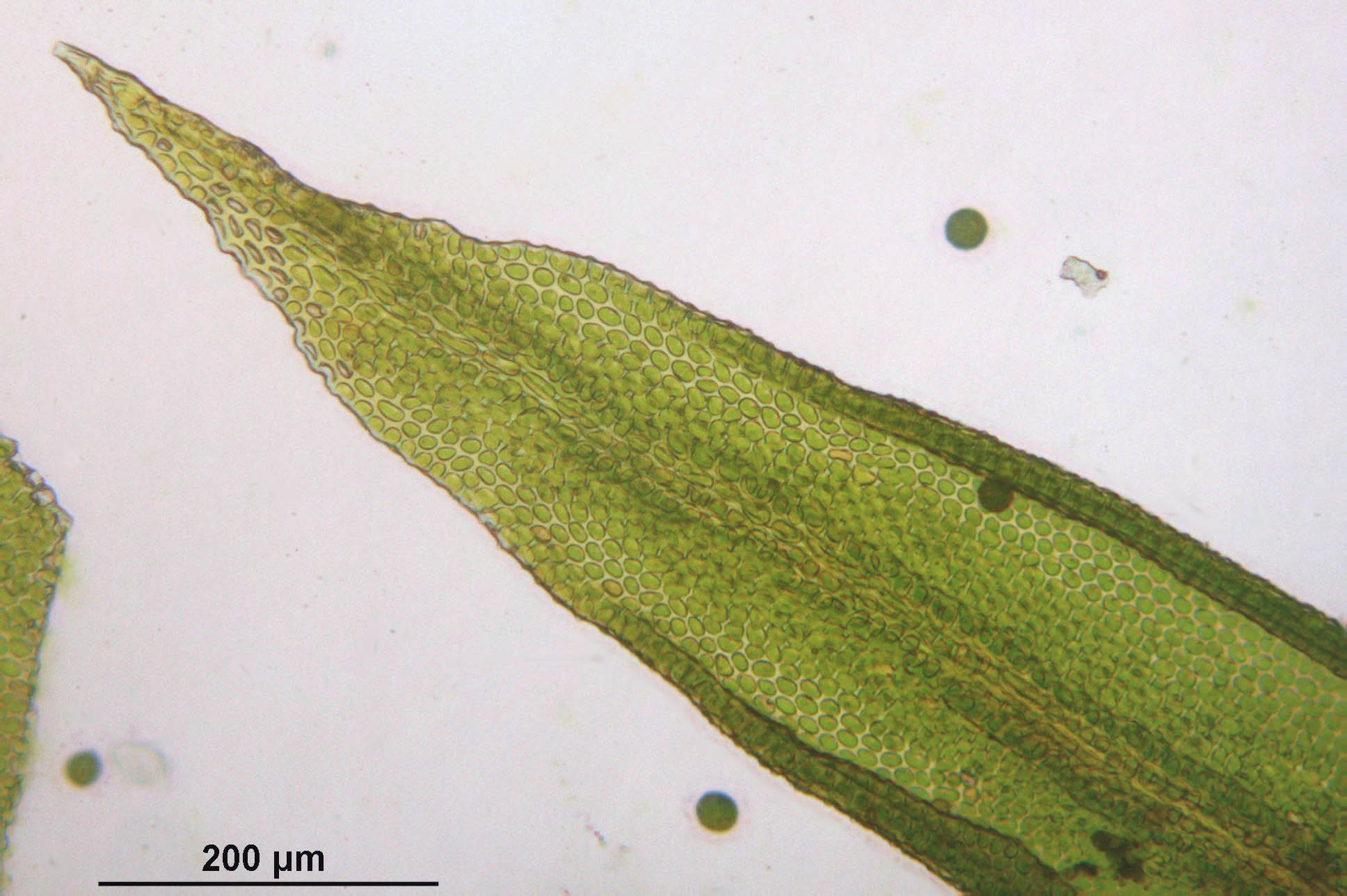
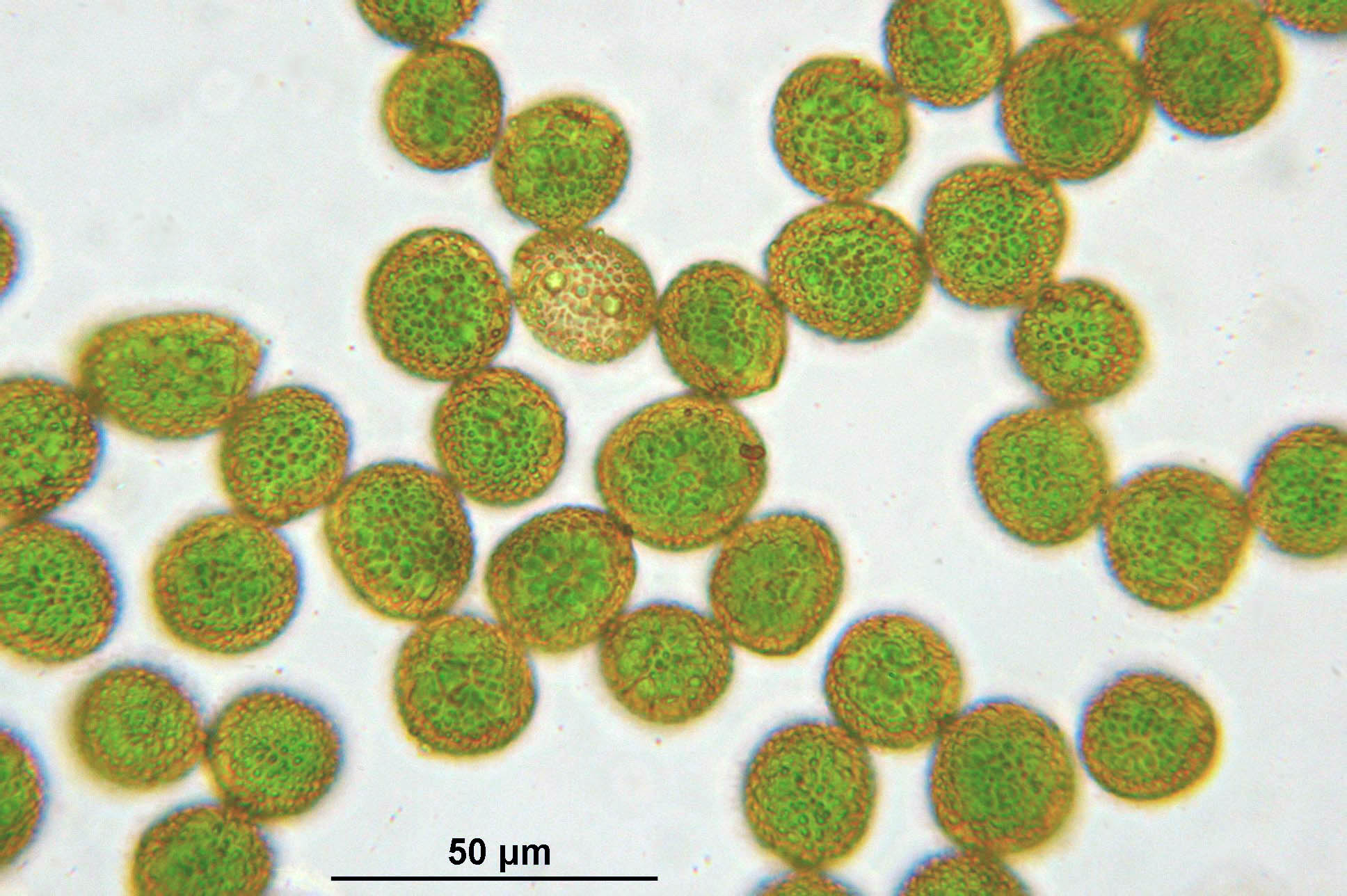